# EISA

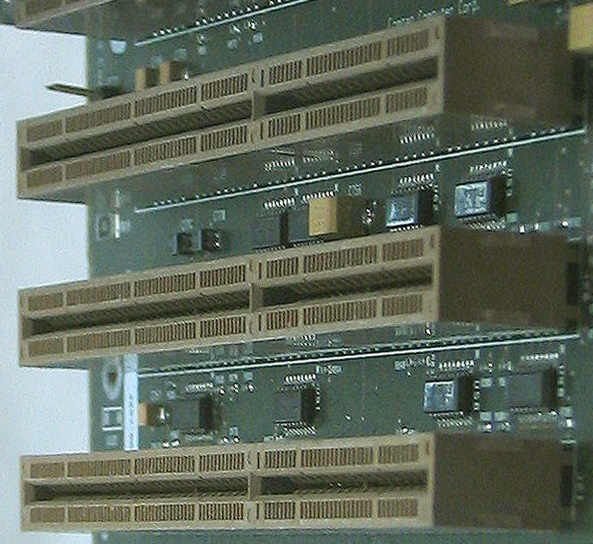
Три слоти шини EISA.

EISA (англ. Extended Industry Standard Architecture — укр. Розширена промислова стандартна архітектура) — шина для IBM PC-сумісних комп'ютерів. Була анонсована в кінці 1988 групою виробників IBM PC-сумісних комп'ютерів у відповідь на введення фірмою IBM закритої шини MCA в комп'ютерах серії PS/2.
Шина EISA є подальшим розвитком шини ISA. Вона була розроблена фірмами Epson, Hewlett-Packard, NEC, Compaq i Wyse, і має такі переваги:
1. повна сумісність слота EISA з слотом ISA, що дає можливість встановлювати карти ISA в слоти EISA, а це, в свою чергу, відкидає необхідність замінювати всі карти розширення;
2. шина EISA є 32-розрядною, що робить можливим використання відповідних карт — мережних, графічних, жорсткого диску;
3. шина EISA (як і МСА) є інтелектуальною, тобто конфігурація карт розширення виконується не апаратно за допомогою DIP-перемикача і джамперів, а програмне.

В слоті EISA «перший поверх» роз’єму залишився без змін відносно шини EISA. Для недопущення електричного контакту роз’єму карт ISA з контактами «другого поверху» слота EISA встановлюється заглушка.
Шина EISA не одержала широкого поширення за причиною високої вартості і відсутності карт розширення EISA в достатній кількості та її нижчої пропускної здатності в порівнянні з локальною шиною VESA.
| {{{alt}}} | Це незавершена стаття про апаратне забезпечення. Ви можете допомогти проєкту, виправивши або дописавши її. |